# ボスニア・ヘルツェゴビナの国章
ボスニア・ヘルツェゴビナの国章（ボスニア・ヘルツェゴビナのこくしょう）とは1998年5月20日に制定されたボスニア・ヘルツェゴビナの徽章のこと。
現在軍の紋章に使われる旧国章から、ボスニア・ヘルツェゴビナの国旗のデザインをそのまま盾にはめ込むだけのシンプルな紋章に代わっている。
ちなみに1992年から1998年まで使われた旧国章は中世のボスニアの王家コトロマニッチ家（中でもオスマン帝国に立ち向かったステファン・トゥルトゥコを意識している）に由来する、金枠青地の盾に銀（白）のベンド（斜め帯）に6つの金（黄）の百合（フルール・ド・リス）を描いたもの。しかし国家のシンボルと云うにはあまりにボスニア寄りという理由で、セルビア系住民、クロアチア系住民の反発に遭い、現在のものが制定された。現在の紋章も公務員のユニフォームなどに見られるものの、国内ではほとんど使われていない。

1992年-1998年の国章

## ユーゴ時代の国章
かつてボスニア・ヘルツェゴビナ社会主義共和国だった時は、産業を表す2本の煙突を、赤い布で結ばれた小麦の茎と広葉樹と針葉樹の枝で囲い込んだ上に赤い星が描かれる、社会主義国に典型的かつ特定の民族的シンボルを描いていないデザインであった。これは社会主義的なデザインとなっても民族的な紋章が描かれていた同じ構成国であるクロアチアやセルビアとは異なり、多民族が混在する地域的共和国とみなされていたが故のデザインであった。

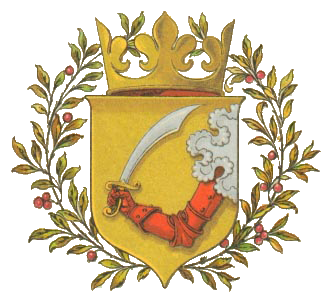
近代ボスニア・ヘルツェゴビナの紋章
1945年から1992年までの国章（共産ユーゴ時代）
1992年-1998年の国章
ボスニア・ヘルツェゴビナ連邦の紋章（1996年から2007年まで）